# Giuseppe Sinopoli

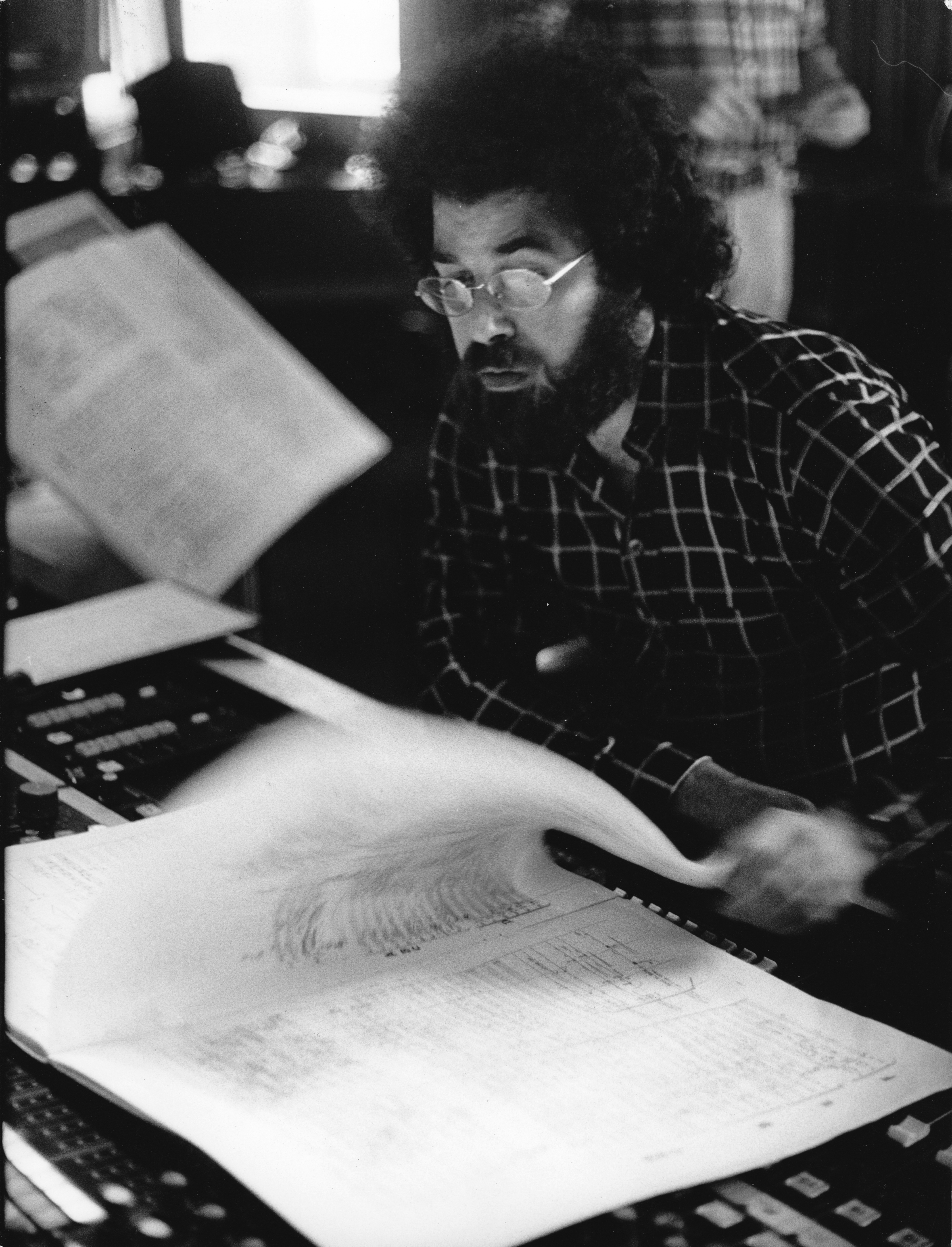
Giuseppe Sinopoli

Giuseppe Sinopoli (Venetië, 2 november 1946 – Berlijn, 20 april 2001) was een Italiaans dirigent en componist.
Sinopoli studeerde aan de Accademia "Benedetto Marcello" in Venetië bij Ernesto Rubin de Cervin en in Darmstadt, waar hij werkte met Bruno Maderna en Karlheinz Stockhausen. Hij was ook afgestudeerd als arts aan de Universiteit van Padua, en schreef een dissertatie over criminele antropologie.
In 1972 begon Sinopoli naam te maken als componist van seriële werken, toen hij professor werd van hedendaagse en elektronische muziek aan het Conservatorium van Venetië. Hij was een belangrijk voorstander en verdediger van de Nieuwe Venetiaanse School voor hedendaagse muziek. Hij nam dirigeerles bij Hans Swarowsky aan de Weense Muziekacademie. In de 1975 stichtte hij het Bruno Maderna Ensemble. Zijn enige bekende compositie is de opera Lou Salomé, die in 1981 in München in productie ging.
In 1984 werd Sinopoli benoemd tot hoofddirigent van de Philharmonia, een positie die hij behield tot 1994; in die periode maakte hij een aantal opnames met dit orkest, waaronder muziek van Edward Elgar en de complete symfonieën van Gustav Mahler. In 1992 werd hij chef-dirigent van de Staatskapelle Dresden. Het meest bekend is hij voor zijn intense en soms controversiële interpretaties van opera’s, vooral van Italiaanse componisten en van Richard Strauss. Hij kreeg de nodige kritiek voor zijn langzame tempi bij het dirigeren van symfonische werken.
Op 20 april 2001 stierf Sinopoli op 54-jarige leeftijd aan een hartaanval terwijl hij Giuseppe Verdi's Aïda dirigeerde in de Deutsche Oper in Berlijn. Zijn laatste opnames waren Richard Strauss' Ariadne auf Naxos en Friedenstag, en Dvořáks Stabat Mater.
Taormina Arte organiseert sinds 2005 een festival ter ere van Giuseppe Sinopoli, die van 1989 tot 1997 artistiek muzikaal directeur van het Taormina Festival was.